# Il linguaggio di Pao
Il linguaggio di Pao, edito anche come I linguaggi di Pao (titolo originale The languages of Pao), è un romanzo di fantascienza del 1957 di Jack Vance. È uno dei suoi primi romanzi; non è considerato uno dei suoi migliori e in effetti presenta ancora una certa approssimazione nella trama e nel delineare i caratteri dei personaggi, tuttavia già presenta in nuce quelle che sono le caratteristiche della sua prosa: grande fantasia nel creare ambienti alieni e un protagonista che deve combattere per la far trionfare la giustizia.
In questo romanzo si ipotizza che il comportamento umano possa essere influenzato dal linguaggio.

## Trama
Il pianeta Pao ha una popolazione abulica e una cultura stagnante. Gli abitanti di un pianeta vicino decidono di imporvi tre lingue artificiali, allo scopo di indirizzare gli abitanti di Pao verso gli scopi che a loro interessano. Il romanzo mostra l'introduzione delle tre lingue (una per i guerrieri, una per i tecnici e una per i burocrati) da parte dello scienziato-mago Palafox del vicino pianeta Breakness, che però non darà i risultati da lui auspicati.

## Edizioni
- (EN) Jack Vance, The Languages of Pao, 1957.
- Jack Vance, Il linguaggio di Pao, collana Cosmo, traduzione di Gianni Samaja, n. 41, Ponzoni, 1959.
- collana Cosmo Argento Jack Vance, I linguaggi di Pao, traduzione di Gabriele Tamburini, n. 104, Nord, 1980,  p. 164.